# MAS (bateau)
Pour les articles homonymes, voir MAS.
Le MAS, acronyme pour Motoscafo Armato Silurante ou  Motoscafo Anti Sommergibile, est une vedette lance-torpilles utilisée comme moyen rapide d'assaut par la Regia Marina pendant la Première et la Seconde Guerre mondiale.
Il est parfois désigné comme « motobarca armata SVAN »,  SVAN étant le nom de la société vénitienne « Società Veneziana Automobili Navali » qui le produit,.
Cette embarcation rapide est une vedette de 20 à 30 tonnes de déplacement selon la classe, avec une dizaine d'hommes d'équipage. Son armement est constitué généralement de deux torpilles, de grenades anti-sous-marines, d'une mitrailleuse ou d'un petit canon.
Le terme « MAS » est aussi l'acronyme de Mezzi d'Assalto, (« moyens d'assaut »), qui figure dans le nom de l'unité Flottiglia MAS dont la plus célèbre est la Xe Flottiglia MAS (Dixième flottille MAS) active pendant la Seconde Guerre mondiale.

## Conception et développement technique
Le développement des bateaux appelés MAS a commencé avant la Première Guerre mondiale. En effet, la modification de canots civils - en les équipant de systèmes pour la chasse anti-sous-marine près des côtes ou pour le lancement de torpilles - avait été envisagée vers 1904-1906 aussi bien par les marines italienne, britannique que française.
En 1913, Thaon de Revel, nommé à la tête de l’état-major de la marine, demande à nouveau une étude sur la possibilité de modifier les vedettes de tourisme pour en faire des embarcations d’assaut de surface. En novembre 1914, un prototype de vedette de 15 m de long et pouvant atteindre une vitesse de 30 nœuds est commandé à la société Maccia Marchini de Milan, mais, celle-ci ne pouvant assurer une production en série, un capitaine du génie naval se rend en décembre 1914 aux États-Unis afin de négocier avec la société Standart Motor Construction la fourniture d'embarcations rapides lance-torpilles.
Cette approche américaine reste sans suite et le 26 février 1915, la commande est finalement passée à la Societa Veneziana Automobili Nautiche (SVAN), dont le chantier situé à la Giudecca à Venise réalisait des bateaux-taxi et des vaporetti.
Au cours du mois de mai 1915, l’ingénieur Attilio Bisio, directeur du SVAN propose les « vedettes armées » sous le nom de  « Motobarche armate SVAN » (MAS).
Au départ, il s'agit de la simple modification des « motoscafi » de bois vernis, pontés et effilés déjà produits dans les ateliers. Les deux premiers exemplaires, immatriculés « MAS 1 » et « MAS2 », sont des vedettes à coque de bois de 16 m de long qui sont mises à la mer dans le bassin de l’Arsenal, à Venise en juillet 1915 et livrées à la marine le 1er septembre.
Au départ, les bateaux à moteur dont le fuselage est en bois et en aluminium, d'un poids d'environ 10 t sont armés d'une ou plusieurs mitrailleuses et de deux torpilles (sans tube lance-torpilles). L'équipage se compose d'environ 7 à 8 hommes. Lors des essais, il s'avèrent instables et peu adaptés aux attaques de surface et sont transformés, d'abord en canonnières puis en poseurs de mines en décembre 1916.
L’état-major, sans attendre les résultats des premiers essais, demande la mise en fabrication des séries de «Motobarche armate » pouvant atteindre la vitesse de 25 nœuds, d'un tirant inférieur à 130 cm et d'une autonomie minimale de 200 milles.
L'entrée en guerre de l’Italie le 24 mai 1915 incite le gouvernement italien à passer rapidement commande de 50 embarcations pour un total de 6 000 000 lire. Les modèles MAS 3 à 22 sont commandés à la SVAN et les modèles 23 à 52 à l'Ansaldo de Gênes.
Cette première série, aux performances décevantes, conçue initialement pour le torpillage, sera finalement destinée à la défense côtière. Les torpilles laissant la place aux canons de 57 mm et aux grenades anti-sous-marines.
La Regia marina commande en août 1916 dix exemplaires de 12 à 19 tonneaux aux Cantieri navali Orlando qui seront équipés d’un moteur Isotta de 250 chevaux et dont les 29 nœuds pourraient permettre l'attaque de la flotte autrichienne.
Des chaînes de montage sont installées dans les arsenaux de la marine italienne afin de construire des vedettes plus lourdes et mieux armées.
À partir de 1917, la Regia Marina passe commande de deux séries de cent embarcations chacune, dont 20 sont même livrées depuis les États-Unis.
Au fil des ans, les bateaux sont graduellement améliorés, en particulier en ce qui concerne la gamme et la navigabilité. Le nouveau type de bateau « Baglietto » construit dans les dernières années de la Première Guerre mondiale fait 12 tonnes, mesure 16 m de long par 2,66 m de large, a 1,1 m de tirant d'eau et déplace 13,4 t. Il est équipé de deux moteurs d'une puissance totale de 480 chevaux, atteignant une vitesse de 28 nœuds.
Les 1,25 tonne de carburant transporté lui permettent de parcourir 230 milles nautiques à une vitesse de croisière de 16 nœuds. Armé de deux torpilles de 45 cm, d'un canon de 5,7 cm et d'une mitrailleuse de 6,6 mm, il peut emporter jusqu'à 10 grenades anti-sous-marines et une mitrailleuse. L'équipage est composé de 8 hommes.
Les embarcations dont la vitesse dépasse 29 nœuds, environ un quart du nombre total, sont utilisées pour des actions offensives en Adriatique : torpillage, dépose d’agents sur les côtes ennemies et récupération d’hydravions.
En 1917, l'ajout de moteurs électriques de 5 chevaux sur les MAS les plus légers, permet l’attaque de nuit des cuirassés ennemis.
Les vedettes les plus lourdes, ne dépassant pas les 20 nœuds, sont employées pour la pose de mines et de réseaux de défense, l’escorte des convois à travers le canal d’Otrante, et pour la lutte anti-sous-marine.
Au jour de l’armistice il existe 244 MAS de cinq types différents et d’innombrables variantes et 178 sont en construction.
La marine légère italienne connaît un développement particulier au cours de l’entre-deux-guerres.
En effet, 40 % des vedettes commandées pendant la Première Guerre mondiale sont livrées après l’armistice, faisant de l'Italie le pays des « escadrilles maritimes » offensives, poursuivant la production et la recherche dans le domaine. Les autres pays européens comme la France et la Suède s'en inspirent,. Lors de la Seconde Guerre mondiale, les belligérants déploient plus de 2 500 vedettes de combat.
Après la fin du conflit, une seconde génération de « motoscafi » voit le jour, le développement technique du MAS se porte sur les moteurs, tandis que la conception de base reste inchangée. Le modèle mis au point en 1931 par le chantier Cantieri Navali Baglietto S.p.a, le « Baglietto 1931 », équipé de deux moteurs à essence Fiat d'une puissance totale de 750 chevaux, atteint une vitesse de pointe de 45 nœuds. Le bateau fait 16 m de long par 3,95 m de large, 1,3 m de tirant d'eau et 15,9 tonnes de déplacement. La vitesse de pointe officielle du bateau est de 41 nœuds. La tonne de carburant embarquée lui permet de parcourir 200 milles marins à 40 nœuds. L'armement se compose de deux torpilles de 45 cm, deux canons de 6,5 cm. L'équipage est de 7 hommes.
La tentative de résoudre le problème du risque d'explosion de l'essence en utilisant des moteurs diesel n'est pas satisfaisante. En effet, le « Stefano Tur », prototype réalisé par Costruzioni Meccaniche Aeronautiche S.A. de Marina di Pisa, est un 59 t soit 64 t maximum, poids très supérieur à celui des bateaux précédents, équipé de quatre moteurs diesel Fiat de 750 chevaux.
Le bateau mesure 32 m de long sur 5,49 m de large et 0,84 m de tirant d'eau. Il atteint une vitesse de 34 nœuds. Le fuselage n'est plus, comme dans les précédents bateaux, en bois et en aluminium. L'armement se compose de quatre tubes lance-torpilles de 45 cm, trois mitrailleuses de 13,2 mm et 12 grenades anti-sous-marines. Les moteurs se révèlent peu fiables et le bateau est abandonné en 1941.
La poursuite du développement repose donc sur le « Baglietto 1931 ». Quatre séries de bateaux légèrement améliorées sont construites de 1936 à 1941 (26, 11, 25 et 14 bateaux). Ils sont équipés du moteur Asso 1000 de la société milanaise Isotta Fraschini et atteignent en configuration de combat la vitesse de 40-42 nœuds. Le déplacement est compris entre 23 et 30 t, ils sont armés de deux tubes lance-torpilles de 45 cm et de une ou deux mitrailleuses de 13,2 mm ou 20 mm.
Les bateaux du type « Baglietto Velocissimo », par exemple, mesurent 18 m de long par 4,78 m de large, ont 1,56 m de tirant d'eau et 24,5 tonnes de déplacement. Ses deux moteurs de 2 200 ch assurent une vitesse de 42 nœuds. Les 3,2 t de carburant permettent de parcourir 330 milles. L'armement se compose de deux tubes lance-torpilles de 45 cm et d'une mitrailleuse de 13,2 mm. L'équipage est de 11 hommes. Finalement, les bateaux de la troisième série de la classe « Velocissimo 500 » assurent un déplacement de 29,4 t. Armé de deux tubes lance-torpilles de 45 mm, d'une mitrailleuse de 20 mm, ils atteignent une vitesse de 43 nœuds. Leur équipage est de 13 hommes.
Les premières années de la Seconde Guerre mondiale ont mis en évidence les faiblesses des bateaux MAS à haute vitesse. La construction légère et la coque affectent la navigabilité des bateaux dans une mer agitée.
En avril 1941, l'invasion de la Yougoslavie permet la capture à Kotor de 6 vedettes rapides de production allemande du type S 1. À partir de ces modèles, la marine italienne charge les Cantieri riuniti Adriatico (CRDA) à Monfalcone de construire la nouvelle génération de classe « CRDA 60 t » presque identique au modèle allemand. En avril 1942, 18 vedettes de ce type sont déjà en service. Les bateaux ne sont plus nommés « MAS », mais  « MS » (Moto Siluranti), mettant fin à la construction des bateaux MAS.
Toutefois les flottilles de 1940 n’ont que peu de traits en commun avec ceux de la Première Guerre mondiale. Le personnel navigant des premiers MAS est entièrement retraité et le théâtre des opérations s'est déplacé de l’Adriatique vers la Méditerranée. La marine légère italienne s’oriente désormais vers le torpillage de vaisseaux alliés entre Gibraltar et l’Égypte.
Les nouvelles unités, dont la plus célèbre, commandée à partir de 1939 par le prince Valerio Borghese, est la Decima MAS, remplacent les motoscafi par des  « barchini explosivi », pilotés  par un seul homme et employés comme « naufrageurs » kamikazes, ainsi que des torpilles guidées montées par des nageurs de combat,.
Jusqu’en 1943, ces unités attaquent en Méditerranée les navires britanniques, comme en Crète, à Gibraltar, à Malte en 1941 et à Syracuse en juillet 1943.
Après l’ armistice de Cassibile du 8 septembre 1943 signé avec les Alliés, les navires, hommes et matériels de la Regia Marina sont consignés, pour presque la totalité, par les forces britanniques et américaines. Un accord de coopération avec les ex-ennemis permet aux marins italiens de continuer à combattre aux côtés de ceux-ci pour libérer le pays de l'occupation nazie.
Le MAS se range donc du côté des alliés, hormis la Decima MAS, regroupée par Valerio Borghèse, qui reste fidèle à Mussolini et rejoint la république de Salò 

## Première Guerre mondiale
Paolo Emilio Thaon di Revel, partisan de ce mode d’action est affecté à Venise avec des pouvoirs accrus. Sa première décision est de passer commande des MAS qui sont largement employés par la Regia Marina pendant la Première Guerre mondiale.
Les modèles utilisés provenaient directement de la modification de bateaux à moteur civils, équipés de moteurs à essence. Ils ont été utilisés dans la patrouille anti-sous-marine et dans l'attaque de grandes unités de la marine austro-hongroise.
Les bateaux MAS ont été déployés principalement dans la mer Adriatique et y opéraient contre la marine austro-hongroise. La circulaire 5013 du 11 avril 1916 avait établi trois bases pour les MAS, Tarente, Brindisi et Valona.
En 1918, le nombre de bateaux dans la mer Adriatique s'élevait à 75. Comme les Autrichiens n'avaient aucune vedette similaire, ils décident d'en voler une dans le port d'Ancône pour la copier. Cette opération est menée le 5 avril 1918. Une troupe sous le commandement d'officiers italophones, munis de faux papiers, a pénétré dans le port militaire fermé d'Ancône. À la suite d'une trahison, l'opération échoue et les intrus sont capturés.

### Lecamouflet de Bakar(Beffa di Buccari)
Dans la nuit du 10 au 11 février 1918, une escadre de trois MAS, les 94, 95 et 96, sous le commandement de Costanzo Ciano, père de Galeazzo Ciano, le futur gendre de Mussolini, réussit une difficile incursion dans le port Austro-Hongrois de Bakar, sur la côte dalmate. Le poète et écrivain Gabriele d'Annunzio était embarqué sur la MAS 96, commandée par Luigi Rizzo, en qualité de correspondant de guerre.
L'action n'eut pas de résultats militairement significatifs (les navires visés étaient protégés par des filets pare-torpille et de plus certaines torpilles défectueuses frappèrent les quais et non les navires-cibles) mais Gabriele d'Annunzio sut exploiter médiatiquement ce raid audacieux au cours duquel il jeta dans le port de Bakar des bouteilles contenant des tracts patriotiques enrubannés de tricolore vert-blanc-rouge.
Cette action venait en effet à point pour soutenir le moral des troupes terrestres italiennes, engluées dans une guerre de positions difficile sur le front du Piave, et démoralisées par la déroute de Caporetto.
Féru de culture latine, d'Annunzio décréta que l'acronyme M.A.S. (à l'origine une simple dénomination d'inventaire naval désignant le chantier constructeur) devait désormais se comprendre comme Memento Audere Semper (« Souviens-toi d' Oser Toujours ») , qui devint la devise des unités navales spéciales italiennes, et notamment des nageurs de combat.

### L'attaque du Szent István
Le plus important succès du MAS a été le naufrage du cuirassé autrichien SMS « Szent István ».
Le 10 juin 1918, au petit matin alors que le SMS Szent István naviguait par temps de brume avec les SMS Tegetthoff et SMS Prinz Eugen vers le barrage d'Otrante près de l'île de Premuda, il est coulé par la vedette MAS 15 de la marine italienne sous les ordres de Luigi Rizzo, et sombre  moins de trois heures après avoir été torpillé. Une seconde MAS, commandée par l'enseigne de Vaisseau Giuseppe Aonzo avait effectué un lancement de torpilles tout aussi audacieux sur le cuirassé amiral, le SMS Tegetthof mais les torpilles, mal réglées, passèrent sous la coque du cuirassé. Les efforts de ballastage ou de rééquilibrage du navire en pointant les tourelles du côté opposé à la gîte furent vains. A bord du SMS Tegetthof, le commandant de l'escadre, l'Amiral Horthy, futur dictateur de la Hongrie dans la période de l'entre-deux-guerres, hésita à venir prendre en remorque le cuirassé endommagé, craignant que l'attaque n'ait été le fait d'un sous-marin.
89 membres de l'équipage furent noyés, sur un équipage de plus d'un millier de marins, ce qui est relativement peu et est attribué au fait qu'à cette époque la marine austro-hongroise, contrairement à la Royal Navy Britannique ou à la Marine française imposait aux recrues de savoir nager. Un film du chavirage et du naufrage fut tourné par un officier du Tegetthof ,
Déjà les 9-10 décembre 1917, un MAS 9 avait coulé le vieux cuirassé SMS Wien dans le port de Trieste.

## Seconde Guerre mondiale
Au cours de la seconde guerre mondiale, le MAS a enregistré plusieurs succès notables.

### Bassin méditerranéen
- le 6 avril 1941, le MAS 213 Massawa attaque dans la mer Rouge le croiseur britannique HMS Townsend qui est lourdement endommagé.
- le 24 juillet 1941, le MAS 532 torpille près de Malte[28] le cargo britannique Star Sydney qui est gravement endommagé .
- le 26 juillet 1941, les MAS 451 et 452 participent avec la « Decima MAS » à l'attentat manqué sur le port de la Valette (Malte).
- le 13 août 1942, lors de l'Opération Pedestal, les MAS 553 et 564 coulent le cargo britannique Almeria, le MAS 554 le cargo britannique Wairangi et le MAS 552 le cargo britannique Château de Rochester. Le MAS 557 torpille le cargo américain Santa Eliza, qui est abandonné par l'équipage et coulé par des bombardiers allemands[29]. Le naufrage du croiseur britannique HMS Manchester est attribuée au MAS, atteint par la torpille de l'un des deux bateaux MS 16 ou MS 22.

### Mer Noire
En avril - mai 1942, à la demande allemande, plusieurs bateaux MAS et autres petits véhicules de combat sont regroupés dans la 101e flottille qui est acheminée par voie terrestre de La Spezia, via Vienne sur le Danube et la mer Noire à Yalta et Feodosia afin de soutenir l'attaque sur Sébastopol.
Les MAS remplissent leur mission et résistent aux attaques intenses des avions soviétiques et des torpilleurs. Ils coulent des barges et des bateaux de transport soviétiques. Le 11 juin 1942, le MAS 571 coule le cargo de 5 000 tonnes Abkhaziia (Абхазия) ; le 13 juin 1942, le MAS 568 touche le de Fabritius  (10 000 tonnes), achevé par les bombardiers allemands ; le 19 juin, le MAS 571 coule le sous-marin SHCH-214 ; le 2 juillet, le sous-marin Hunter SKA-021 est attaqué par quatre bateaux MAS, 570, 571, 572 et est finalement détruit par le MAS 573. Le 2 août, le Molotow Kreuzer est endommagé lors de l'attaque simultanée d'un MAS et d'un Heinkel He 111 allemand ; le croiseur pourra néanmoins être réparé.
Le 9 septembre 1942, un important bombardement aérien soviétique du port de Yalta provoque la perte des MAS 567, 569, 571, 572, 573. Ceux-ci sont remplacés par d'autres embarcations provenant d'Italie.
En octobre 1942, l'offensive hivernale soviétique et le manque de carburant rendent les opérations des MAS de plus en plus difficiles, néanmoins le 12 mars 1943 les MAS 568 et 570 coulent la chaloupe soviétique TKA-092.
Du 18 au 17 avril, au cours de la contre-offensive allemande à Novorossisk, sept MAS avec les vedettes allemandes de la 1re flottille cherchent à faire obstacle au trafic soviétique alimentant la tête de pont au cap Myskhako (Мысхако) le long de la côte, mais après quelques tentatives infructueuses, le 25 avril, toutes les opérations sont abandonnées.
Par la suite, vu la supériorité aérienne soviétique, les bases de Feodosia et d'Ivan Baba sont abandonnées. Les bateaux MAS ont conduit leur dernière mission depuis Yalta le 13 mai 1943.
En mai 1943, le haut commandement de la marine italienne décide de faire rentrer les équipages MAS en Italie. Le 20 mai, les sept bateaux restants sont transmis au cours d'une cérémonie à la Kriegsmarine ainsi qu'une partie des nouveaux, basés à Pula et équipés de moteurs Isotta Fraschini. Les bateaux sont regroupés au sein de la 11e Schnellbootflottille.
La liste des bateaux affectés est la suivante : S 501 (ex MAS 566), S 502 (ex MAS 567), S 503 (ex MAS 568), S 504 (ex MAS 569), S 505 (ex MAS 570), S 506 (ex MAS 574) und S 507 (ex MAS 575). Le bateau S 506 (ex MAS 574), endommagé lors d'un bombardement a été écarté.

### Lac Ladoga
En juillet 1942, en 26 jours, deux bateaux, MAS 527 et 528, sont transportés par camion de La Spezia jusqu'au lac Ladoga au nord de Saint-Pétersbourg. Sous le nom 12e flottille MAS, ils sont exploités jusqu'en novembre 1942. Le 28 août, le MAS 528 coule un Prahm 1000-t effectuant un transport de troupes.
La dernière mission a lieu le 22 octobre quand la flottille livre bataille à trois canonnières. Comme le lac est trop gelé, les deux bateaux sont cédés à la marine finlandaise en novembre et leurs équipages rentrent en Italie.

## MAS actuels
Quatre MAS sont encore conservés en Italie :
- MAS 15, origine Première Guerre mondiale, conservé au Vittoriano (Rome);
- MAS 96, origine Première Guerre mondiale, conservé au Vittoriale degli italiani (Gardone Riviera);
- MS 472, origine Seconde Guerre mondiale, conservé à Marina di Ravenna;
- MS 473, origine Seconde Guerre mondiale, Museo storico navale, Venise.

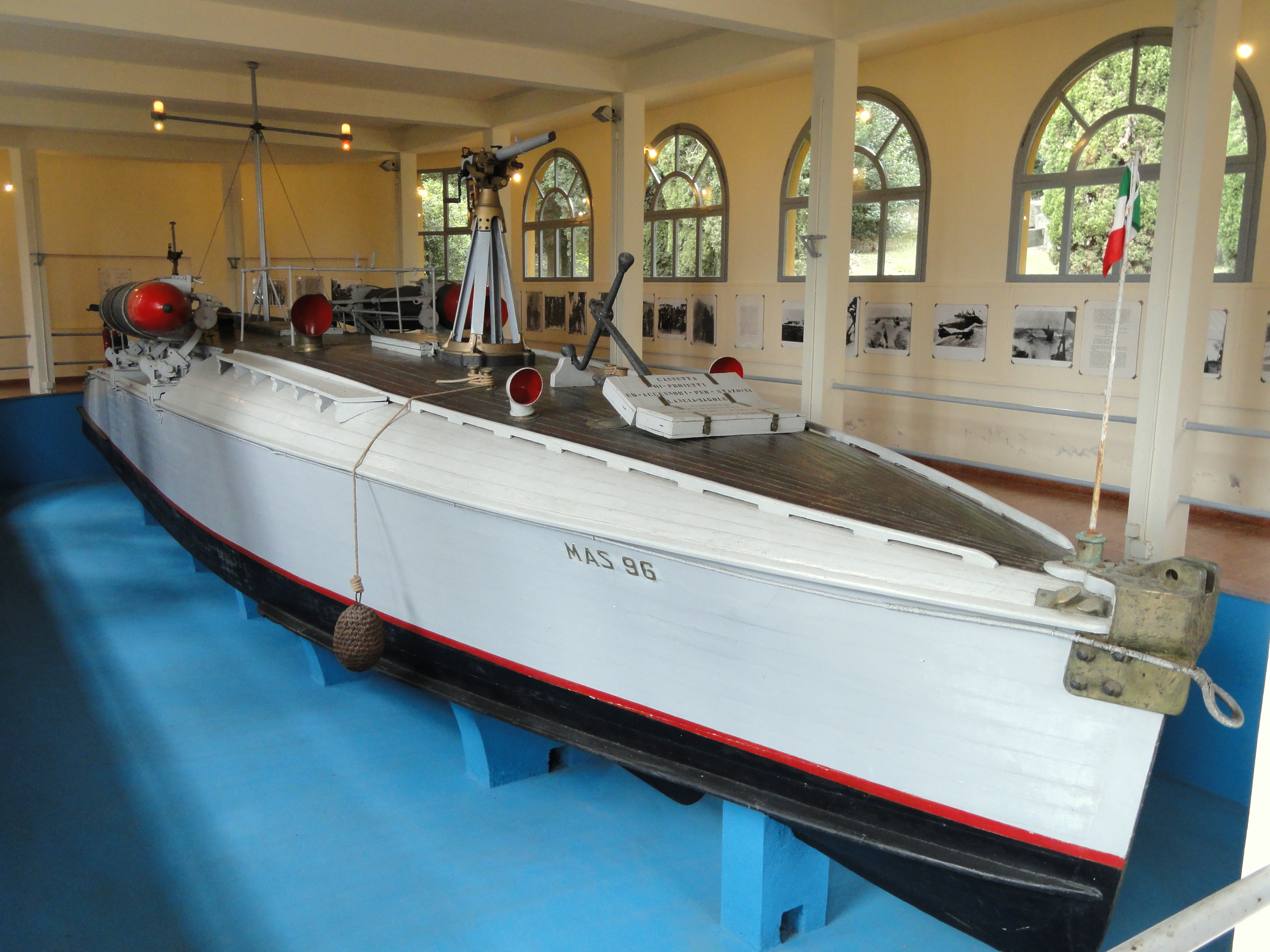
MAS-96, musée Vittoriale degli italiani, Gardone Riviera
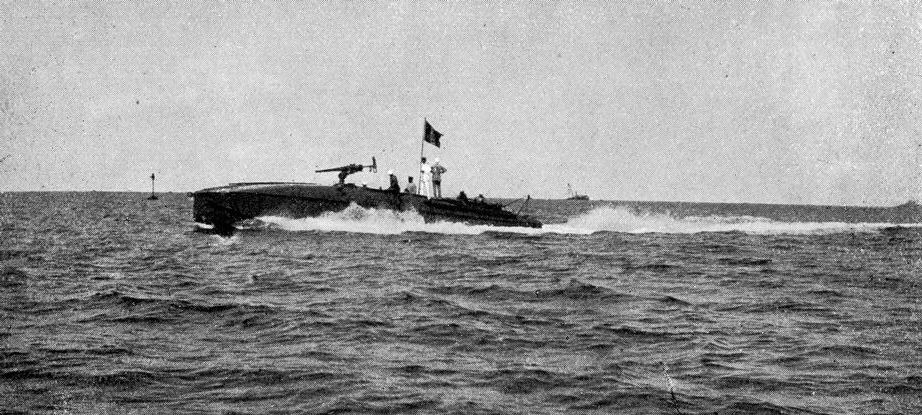
MAS au cours de dragage de mines (1917)
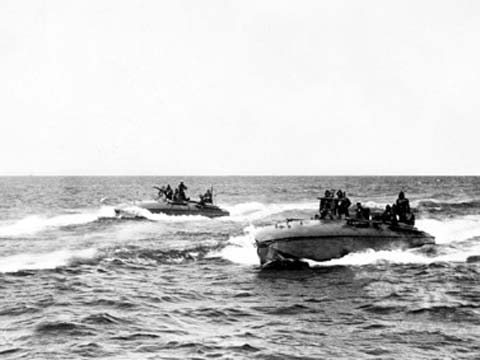
MAS à l'entrainement (1918)
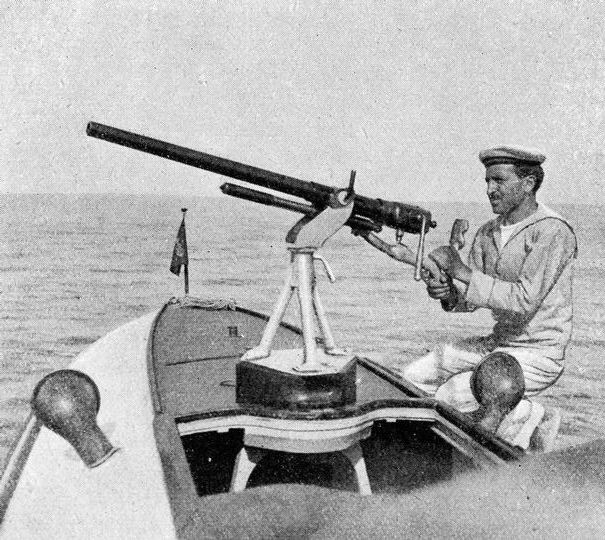
MAS, détail du petit canon (1917)

## MAS dans la littérature
Le poète italien Gabriele d'Annunzio a utilisé l'acronyme MAS pour sa devise en Latin : « Memento audere semper » (Souvenez-vous toujours d'oser).

### Source de la traduction
- (it)/(de) Cet article est partiellement ou en totalité issu des articles intitulés en italien « Motoscafo armato silurante » (voir la liste des auteurs) et en allemand « Motoscafo Armato Silurante » (voir la liste des auteurs).